# Дългач
Дългач е село в Североизточна България. То се намира в община Търговище, област Търговище.

## География
Селото се намира на 14 километра източно от административния център, град Търговище.
В близост до селото се намира „Идиризова кория“ – група от седемнайсет вековни цера със средна възраст 150 години, там също се намират и „Четирите цера“ – представени от четири вековни цера на възраст около 300 години.

## История
Археологически разкопки на 1 км югоизточно от селото, на десния бряг на река Дългач дере, разкриват селищна могила от халколита, с диаметър 50 на 70 м и височина 4 м.
През 70-те години на 20 век в селото се заселват българи-мюсюлмани, предимно от областта Чеч и Пиринско. 35 години по-късно те продължават да поддържат своите традиции, бит и занаяти. С особена почит се ползват жените, които умеят да тъкат китеници и черги, да изработват женски носии, да създават уют и красота в дома си.

## Население
Численост на населението според преброяванията през годините:
| \| Година на преброяване \| Численост \| \| --------------------- \| --------- \| \| 1934 \| 883 \| \| 1946 \| 773 \| \| 1956 \| 720 \| \| 1965 \| 475 \| \| 1975 \| 527 \| \| 1985 \| 548 \| \| 1992 \| 560 \| \| 2001 \| 585 \| \| 2011 \| 500 \| \| 2021 \| 445 \| |           |
| Година на преброяване | Численост |
| 1934 | 883       |
| 1946 | 773       |
| 1956 | 720       |
| 1965 | 475       |
| 1975 | 527       |
| 1985 | 548       |
| 1992 | 560       |
| 2001 | 585       |
| 2011 | 500       |
| 2021 | 445       |

### Етнически състав
Преброяване на населението през 2011 г.
Численост и дял на етническите групи според преброяването на населението през 2011 г.:
|                     | Численост | Дял (в %) |
| Общо                | 500       | 100.00    |
| Българи             | 36        | 7.20      |
| Турци               | 9         | 1.80      |
| Цигани              |           |           |
| Други               | 182       | 36.40     |
| Не се самоопределят |           |           |
| Неотговорили        | 272       | 54.40     |

## Икономика
В землището на селото се намират лозя на Винпром Търговище, собственост на едрия бизнесмен Петко Матеев. През 2004 година с отпуснати пари от програма САПАРД Петко Матеев създава нови 480 дка винени сортове лозя.

## Култура
- ЦДГ „Незабравка“ – целодневна детска градина с общинско финансиране
- Читалище „Съгласие“ – действащо читалище
- ФК Вихър-1931 – футболен клуб, състезаващ се в ОФГ Търговище

### Религия
В селото има два храма:
- Джамия
- Църква „Свети Архангел Михаил“ – построена през 1891 година

## Забележителности
В левия бряг на река Дългач дере, 0.8 километра южно от селото, се намират руини на антично укрепено селище.